# Cyclamen abchasicum
Cyclamen abchasicum là một loài thực vật có hoa trong họ Anh thảo. Loài này được Kolak. mô tả khoa học đầu tiên.